# پن، هند
پن (به انگلیسی: Pen) یک منطقهٔ مسکونی در هند است که در بخش رایگاد واقع شده‌است. پن ۳۷٬۸۵۲ نفر جمعیت دارد و ۱۸ متر بالاتر از سطح دریا واقع شده‌است.